# Hashøjs kommun
Hashøjs kommun var en kommun i Västsjällands amt i Danmark. Kommunen hade 6 517 invånare (2004) och en yta på 130,75 km². I kommunen ingick bland annat orterna Dalmose, Flakkebjerg, Fårdrup, Gimlinge, Halkevad, Hyllested, Høve, Lundforlund, Rosted, Slots Bjergby och Sørbymagle. Från 2007 ingår kommunen i Slagelse kommun.